# Charles Gillet
Pour les autres membres de la famille, voir Famille Gillet.
Pour les articles homonymes, voir Gillet.
Charles Gillet, né le 26 novembre 1879 à Lyon (Rhône, France) et décédé le 30 mai 1972 à Lausanne (Suisse), est un industriel et entrepreneur français.

## Biographie

### La maison Gillet à Lyon
Charles Gillet est issu d'une lignée de teinturiers lyonnais.
Son grand-père, François Gillet (1813-1895), modeste teinturier-apprêteur initialement, est le créateur de cette maison. Venant d'une bourgade d'un millier d'habitants, Bully, il a été tout d'abord apprenti teinturier à Lyon, puis s'est établi à son compte en 1838. Sous la pression et l'exigence des fabricants de soieries de la place de Lyon, il a mis au point un nouveau processus permettant d'obtenir un noir au chatoiement jugé sans égal, le noir impérial, sommet de la mode sous le Second Empire. Grâce à cette innovation, l'affaire, désormais installée le long de la Saône, quai de Serin, passe de 70 à 350 salariés en trois ans, de 1850 à 1853. Il participe à un bouleversement de la profession de teinturier en passant d'une palette de matières végétales, animales et minérales, à l'usage de la chimie, avec des bains successifs de rouille et de carbonate de chaux, des solutions de sels d'étain et de prussiate de potasse, etc.
Son père, Joseph Gillet (1843-1923), après un parcours de formation incluant en 1862 un stage à l'école de chimie de Wiesbaden, transforme la maison familiale de son père en une très grande entreprise, débordant les frontières, prenant également des participations dans des secteurs nouveaux tels que la soie artificielle ou viscose. Il joue également un rôle décisif, avec Jules Raulin et Edmond Coignet, dans la création de l'École de chimie industrielle de Lyon en 1883. Sa mère est Mathilde Perrin (1845-1908).

### Charles Gillet, une personnalité lyonnaise
En 1906, Charles Gillet épouse Marcelle Juliette Garin (1885-1977), fille d'un avocat. Il s'investit plus particulièrement dans le développement des textiles artificiels, avec les entreprises Givet-Izieux fabricant de la viscose, le Comptoir des Textiles Artificiels (CTA) créé avec le groupe concurrent Carnot pour commercialiser ces matières, puis Rhodiaceta.
Il poursuivit avec ses frères, après la mort de son père, l’œuvre de développement industriel. Edmond Gillet (1873-1931) s'occupa principalement des textiles artificiels, Paul Gillet (1874-1971) de la chimie, lui de la teinture et de l'impression. Après la mort d'Edmond, il devint le chef du Groupe Gillet, aidé par son neveu Ennemond Bizot. Après la guerre de 14-18 le groupe connut une évolution nouvelle. La crise mondiale des années 1930 nécessita des regroupements, mais le développement le plus spectaculaire allait s'opérer de 1939 à 1945 par l'établissement de la grande usine moderne dans le quartier de Vaise à Lyon.
Il fut aussi collectionneur bibliophile.

### Descendances de la maison Gillet
Au faîte de leur puissance à la fin des années 1950, les Gillet ont l'intelligence d'anticiper le déclin de leur activité, en prolongeant une politique de partenariats, de prise de participations croisées et d'échanges d'actions avec d'autres groupes. Ils fusionnent l'activité textiles artificiels avec Rhodia puis cèdent l'ensemble à Rhône-Poulenc en 1971. L'activité chimie est également cédée à Rhône-Poulenc en 1968. La teinture, le métier de départ de cette histoire industrielle, est cédée en 1976 aux Chargeurs Réunis. À la faveur de ces accords financiers, les Gillet deviennent des actionnaires de ces mêmes groupes, en particulier de Rhône-Poulenc. Renaud Gillet (fils de Charles) devient même PDG de Rhône-Poulenc dans les années 1970.

## Pour approfondir